# Tomášovce (Rimavská Sobota)
Tomášovce (in ungherese: Balogtamási) è un comune della Slovacchia facente parte del distretto di Rimavská Sobota, nella regione di Banská Bystrica.